# Teistungen
Teistungen é um município da Alemanha localizado no distrito de Eichsfeld, estado da Turíngia. Teistungen é a sede do Verwaltungsgemeinschaft de Lindenberg/Eichsfeld.